# 다크 서클
다크 서클(문화어: 눈그늘, 영어: periorbital dark circles, dark circles, infraorbital venous stasis, periorbital hyperpigmentation)은 눈 주위에 있는 어두운 흠을 말한다. 이 증상의 병인의 수는 많은데, 여기에는 유전과 멍이 포함된다.

## 병인

### 알레르기, 천식, 습진
눈을 가렵게 하는 모든 질병은 눈 주위 피부를 긁게 만듦으로써 다크 서클을 일으키는 요인이 될 수 있다. 알레르기 시즌 중에 알레르기 비염 환자들이 특히 이 요인의 대상이 된다.

### 약물
혈관을 팽창시키는 모든 약물은 안구를 더 어둡게 만들 수 있다. 눈 아래의 피부가 매우 연약하기 때문에 증가된 혈류가 피부를 통해 보이게 된다.

### 빈혈
식이 영양소의 부족, 균형잡힌 식이부족으로 인해 눈 아랫부분의 퇴색에 기여할 수 있다. 철분 부족 또한 다크 서클을 유발할 수 있는 것으로 간주된다. 철분 부족은 빈혈의 가장 흔한 형태이며 이 질환은 체내 조직에 충분하지 않은 산소가 공급된다는 징표이다.
피부는 임신과 월경(철분 부족)으로 인해 더 창백하게 바뀔 수 있으며 눈 아래의 정맥이 눈에 더 잘 띄게 된다.

### 피로
수면 부족은 피부의 창백함을 일으켜서 피부 아래의 혈액이 더 잘 보이게 하고 더 파랗게 또는 더 어둡게 보이도록 만들 수 있다.

### 노화
다크 서클은 노화와 함께 더 눈에 띄고 영구적으로 변할 가능성이 높다.
사람이 노화가 진행될수록 피부는 콜라겐을 잃게 되는데 피부가 더 얇아지고 더 투명해 보이게 된다. 

### 안와주위 과다색소침착
안와주위 과다색소침착(Periorbital hyperpigmentation)은 평소보다 더 많은 멜라닌이 눈 주위에 생성되어 더 어두운 색을 내는 증상을 말한다.

## 치료
하이드로퀴논 용액이 종종 피부 표백제 역할을 하는 모이스처라이저에 종종 혼합된다. 그러나 피부 표백을 위해 하이드로퀴논을 사용하는 것은 건강 상의 문제로 유럽 국가에서 금지된 상태이다. 2006년, 미국 식품의약국은 암을 일으키는 등 유해한 효과가 있다는 이유로 조제를 위한 하이드로퀴논의 승인을 철회하였다.
하이드로퀴논성 피부 표백 제품을 이용하는 것은 독성이 있을 수 있어서 인간에게 해를 끼치거나 치명적일 수 있다.
현대의 치료에는 이 질환을 위해 선전된 국소 크림들이 포함된다. (예: L'Oreal, Olay, Skin Doctors 등) 이러한 크림들의 다양한 성분들이 연구, 개발, 포함되고 있다. 이를테면 최근 알파히드록시산(AHA)이라는 화합물이 다크 서클에 도움이 되는 성분으로 추가되었다. 레이저와 복합광파장(intense pulsed light) 피부 수술을 포함한 치료를 수행할 수도 있다.